# Бронепалубни крайцери тип „Жемчуг“
Жемчуг (на руски: Жемчуг) са тип бронепалубни крайцери от 2-ри ранг на руския императорски флот от началото на 20 век. Типът е създаден в рамките на корабостроителната програма от 1897 г.: „За нуждите на Далечния Изток“. Базовият проект (крайцерът „Новик“) е разработен от фирмата „Шихау“ по техническото задание на руския Морски технически комитет (МТК). В серия през 1901 – 1904 г. на Невския завод по изменения първоначален проект са построени два кораба: „Жемчуг“ и „Изумруд“. И двата кораба в състава на 2-ра Тихоокеанска ескадра участват в Руско-японската война, в т.ч. и в Цушимското сражение. Двата кораба оцеляват в него, но „Изумруд“ впоследствие е взривен и потопен от екипажа. „Жемчуг“ остава в строй до Първата световна война и участва в нея; през октомври 1914 г. е потопен от германския крайцер „Емден“.

## Представители на серията
| Име       | Построен в                                    | Заложен на    | Спуснат на вода    | Влиза в строй     | Съдба                                                              |
| --------- | --------------------------------------------- | ------------- | ------------------ | ----------------- | ------------------------------------------------------------------ |
| „Жемчуг“  | Невский завод, Санкт Петербург, Руска империя | 1 юни 1902 г. | 14 август 1903 г.  | септември 1904 г. | 15 октомври 1914 г. потопен от крайцера „Емден“ в Пенанг           |
| „Изумруд“ | Невский завод, Санкт Петербург, Руска империя | 1 юни 1902 г. | 9 октомври 1903 г. | септември 1904 г. | 19 май 1905 г. взривен от екипажа в залива Владимир в Японско море |

## История на създането
През 1898 г., с условията на тактико-техническото задание (ТТЗ), за сключване на договор за проектиране и постройка на „малък“ бързоходен крайцер – разузнавач за Тихоокеанския ТВД, освен най-известните чуждестранни фирми: германски, английски, италиански, френски, американска и датска, се запознава и Невския корабостроителен завод, който се включва в конкурса с техническа помощ от английски фирми. Във връзка с победата в конкурса на германската фирма, Невският завод е принуден да се ограничи с преработката на германския работен проект (работните чертежи) на „малкия“ крайцер „Новик“, с отчитане на местните производствено-технологически особености и възможностите на оказващите техническа помощ английски фирми от екипа.
При съхраняване на теоретичните обводи на корпуса и главните размери на германския прототип „Новик“, работният проект на Невския завод предвижда използването на котли и машини английско производство и изменения в състава на въоръжението. Следва да се отбележи, че германската фирма не предоставя масова спецификация към крайцера „Новик“. В периода на изпитанията на прототипа (крайцера „Новик“) в работния проект за типа „Жемчуг“ нееднократно се правят изменения, при това контрагентите на завода бавят поръчките, което забавя и целия строеж.
В началото на 1904 г. е прието решение за поставяне на крайцера на две леки дървени мачти, (вместо една на „Новик“) за опростяване на флажната сигнализация.
През февруари 1904 г. адмирал Макаров, в писмо до управляващия Морското министерство Фьодор Карлович Авелан, предлага да се преправят строящите се в Невския завод по изменените чертежи на проекта „Новик“, крайцери „Изумруд“ и „Жемчуг“, за да се приближат по характеристики към „неброниран съд“. Според разчетите на корабния инженер П. Ф. Вешкурцов, в случай на демонтаж на средната машина и част от котлите се получава теглови резерв от 270 тона, за сметка на който се предлага да се усили минно-артилерийското въоръжение, във вид на: 1×203 mm, 5×1 – 152 mm и 10×1 – 75 mm оръдия; четири минни апарата; да се укрепи корпуса; в освободеното машинно отделение се препоръчва да се поставят два спомагателни двигателя по 100 к.с. „за крайцерство на малък ход“. При това разчетната скорост трябва да падне само с 2,7 възела и да стане 22,3 възела (в разчета не е отчетено, че проектната скорост на тези кораби е 24 възела). Но за осъществяване на такава реконструкция, даже ако се признае за целесъобразна, не остава време, тъй като тези кораби едва успяват да са готови за включването им в състава на 2-ра Тихоокеанска ескадра. Единственото последствие от писмото на Макаров е поставянето на крайцерите „Изумруд“ и „Жемчуг“ на минни апарати (по три на всеки), непредвидени в първоначалния проект.
В средата на март 1904 г. заводът определя срока за предаване на „Жемчуг“ на флота на 1 юли 1904 г. Работният проект за пореден път е подложен на преразглеждане с оглед на опита от първите бойни действия. Взето е решение за допълнително поставяне на още две 120-mm оръдия, които са свалени от крайцера „Дмитрий Донски“. Освен това са поставени два торпедни апарата и за първи път в руския флот – механически семафор на фирмата „Шихау“.

## Оценка на проектите
Сравнителни характеристики на прототипа „Новик“ и неговите аналози: „Жемчуг“ и „Изумруд“:
| Сравнителни ТТЕ на крайцерите II („корветски“) ранг: „Новик“; „Жемчуг“; „Изумруд“, проекти (1898÷1902 г.): | Сравнителни ТТЕ на крайцерите II („корветски“) ранг: „Новик“; „Жемчуг“; „Изумруд“, проекти (1898÷1902 г.): | Сравнителни ТТЕ на крайцерите II („корветски“) ранг: „Новик“; „Жемчуг“; „Изумруд“, проекти (1898÷1902 г.): | Сравнителни ТТЕ на крайцерите II („корветски“) ранг: „Новик“; „Жемчуг“; „Изумруд“, проекти (1898÷1902 г.): | Сравнителни ТТЕ на крайцерите II („корветски“) ранг: „Новик“; „Жемчуг“; „Изумруд“, проекти (1898÷1902 г.): | Сравнителни ТТЕ на крайцерите II („корветски“) ранг: „Новик“; „Жемчуг“; „Изумруд“, проекти (1898÷1902 г.): | Сравнителни ТТЕ на крайцерите II („корветски“) ранг: „Новик“; „Жемчуг“; „Изумруд“, проекти (1898÷1902 г.): | Сравнителни ТТЕ на крайцерите II („корветски“) ранг: „Новик“; „Жемчуг“; „Изумруд“, проекти (1898÷1902 г.): | Сравнителни ТТЕ на крайцерите II („корветски“) ранг: „Новик“; „Жемчуг“; „Изумруд“, проекти (1898÷1902 г.): | Сравнителни ТТЕ на крайцерите II („корветски“) ранг: „Новик“; „Жемчуг“; „Изумруд“, проекти (1898÷1902 г.): | Сравнителни ТТЕ на крайцерите II („корветски“) ранг: „Новик“; „Жемчуг“; „Изумруд“, проекти (1898÷1902 г.): | Сравнителни ТТЕ на крайцерите II („корветски“) ранг: „Новик“; „Жемчуг“; „Изумруд“, проекти (1898÷1902 г.): | Сравнителни ТТЕ на крайцерите II („корветски“) ранг: „Новик“; „Жемчуг“; „Изумруд“, проекти (1898÷1902 г.): |
| „Име“ | проект-заложен                                                                                             | U: норм./пълн., т.                                                                                         | L/Lвл×B×h, м                                                                                               | Lвл/B | Броня: палуба/скосове/друго, мм                                                                            | тип котли и ДУ: NΣ, к.с.                                                                                   | N пред., к.с./т                                                                                            | Vmax, въз.                                                                                                 | m гориво, т /m гориво.отн                                                                                  | L,мил (V,въз.)                                                                                             | Състав на въоръжението:                                                                                    | Забележки:                                                                                                 |
| --- | --- | --- | --- | --- | --- | --- | --- | --- | --- | --- | --- | --- |
| „Новик“ | 1898÷1900 г.                                                                                               | 3080 | 109,86×12,2×5,03                                                                                           | 9.00 | пал: (10+20); скос: 15÷35; глас: 70; рубка: 30                                                             | 12×котл: „Шулц-Торникрофт“; 3×ПМвк3: 17000                                                                 | 5,51 | 25 | 600/0,19                                                                                                   | 3600 (10); 2370(12 ек); 660 (25)                                                                           | 6×1-120-мм; 6×1-47-мм; 5×1-381-мм н.м.ап                                                                   | герм. корабостроителница: „Шихау“; крайцер II ранг; k бой = 3,2 (1904 г.);                                 |
| „Жемчуг“                                                                                                   | 1902 г. | 3380 | 111,2×12,8×5,31                                                                                            | 8,69 | пал: 30; скос: 50; глас: нд; рубка: 30                                                                     | 16×котл: „Яроу“; 2×ПМвк3: 11180                                                                            | 3,3 | 24 | 360/0,11                                                                                                   | 4500 (10)                                                                                                  | 8×1-120-мм/45; 6×1-47-мм/43; 2×1-37-мм/23; 3×1-381-мм н.м.ап                                               | корабостроителница: Невский з-д; крайцер II ранг; k бой = 3,2 (1904 г.);                                   |
| „Изумруд“                                                                                                  | 1902 г. | 3130 | 105,99×12,8×5,33                                                                                           | 8,28 | пал: 10…20; скос: нд; глас: нд; рубка: 30                                                                  | 16×котл: „Ярроу“; 3×ПМвк3: 17000                                                                           | 5,43 | 24 | 360/0,12                                                                                                   | 710 (20); 2090 (12)                                                                                        | 8×1-120-мм/45; 4×1-47-мм/43; 3×1-457-мм н.м.ап                                                             | корабостроителница: Невский з-д; крайцер II ранг; k бой = 3,2 (1904 г.);                                   |

Забележки: Таблицата е съставена по следните данни: руски и чуждоезични уики статии; книга: Н. Л. Кладо „Современная морская война“ С.Петербург 1905 г. Конспекты: стр. 25,32;
Условни обозначения: U – водоизместимост; ДУ – двигателна установка; NΣ – сумарна мощност на ДУ; 2×ПМвк3 – две парни машини, вертикални, система „компаунд“ – 3 кратно разширение; m гориво – маса на гориво; m т.отн – относителна маса на горивото; н.м.ап – надводен минен апарат; k бой – боен коефициент, отнесен към стойност k боен = 1,0 за крайцера „Idzumi“, по състояние към 1904 г;
Редакция: 02.09.2018 г.
- Проектната водоизместимост нараства от 3000 до 3380 t (при съхраняване на теоретичните обводи на корпуса и главните размери).

По система на бронезащита:
- „Новик“: бронирана палуба (по цялата дължина от тарана до ахтерхщевена) в хоризонталната част – 30 mm, на скосовете – 51 mm (хромоникелова броня). (Стърчащите над бронепалубата части на главните машини се прикриват от 70 mm гласиси. (По други данни гласисите са 25 mm); бойната рубка – 30 mm, бронеплочи (круповска цементирана броня); щитовете на оръдията – 25 mm. По други данни: палуба – 50 mm (75 mm максимално), рубка – 28 mm.
- „Жемчуг“: палуба – 30 mm, скосове на бронираната палуба – 50 mm, бойна рубка – 30 mm;
- „Изумруд“: палуба – 30 mm, скосове на палубата – 50 mm, гласиси 70 mm, бойна рубка 30 mm.

По силова установка:
- „Новик“: 12 × водотръбни котли система „Шихау“ (фактически модификация на котлите Торникрофт); 3 × вертикални машини с тройно разширение; обща мощност 17 800 к.с. (проектна – 17 000 к.с.); винтове – 3.
- „Жемчуг“: 16 × водотръбни котли система „Яроу“; 2 × вертикални парни машини с тройно разширение; Обща мощност – 11 180 к.с. (8,22 MW); винтове – 2.
- „Изумруд“: 16 × водотръбни котли система „Яроу“; 3 × вертикални парни машини с тройно разширение; обща мощност 17 000 к.с., винтове – 3.

По скорост и далечина на плаване:
- „Новик“: Скорост на хода: проектна – 25 възела, на изпитанията – 25,1 въз. Запас въглища (нормален) – 400 t, пълен – 510 t. Далечина на плаване: проектна – 5000 мили, на изпитанията – 2900 мили (10 въз.).
- „Жемчуг“: Скорост на хода – 24 възела (44,4 km/h). Далечина на плаване – 4500 мили (10 въз.).
- „Изумруд“: Скорост на хода (максимална) – 23 възела. Далечина на плаване – 5000 мили (10 въз.). По други данни: Скорост на хода 24 възела (44 km/h). Далечина на плаване: 710 мили (20 въз.), 2090 мили (12 въз.).

По въоръжение:
- „Новик“: 6×1 – 120-mm оръдия Кане (45 калибра); 6×1 – 47-mm Хочкис (43 калибра); 2×1 – 37-mm оръдия Хочкис (23 калибра) на катерите; 64-mm десантно оръдие Барановски (19 калибра); 2×7,62-mm картечници „Максим“; 1 × кърмови и 4 × бордови 1 – 381-mm минни (торпедни) апарата.
- „Жемчуг“: 8×1 – 120-mm/45; 6 × 1 – 47-mm/43; 2 × 1 – 37-mm/23; 1 – 64-mm (десантно); 4 × 1 – 7,62-mm картечници; 3×1 – 381-mm надводни ТА (11 торпеда).
- „Изумруд“: 8 × 1 – 120-mm/45; 6 × 1 – 47-mm; 2 × 1 – 37-mm; 1 × 63-mm; 3×1 – 457-mm ТА. По други данни: 8 × 1 – 120-mm; 4 × 1 – 47-mm; 6 × 1 – 7,62-mm картечници; 3×1 – 457-mm надводни ТА.

- Макар и с различия в тактико-техническите елементи, крайцерите от II ранг тип „Новик“ имат еднакви разчетни стойности на бойните коефициенти – 3,2.[1]